# Попельники
Попе́льники — село в Україні, у Снятинській міській громаді Коломийського району Івано-Франківської області.
Відповідно до Розпорядження Кабінету Міністрів України від 12 червня 2020 року № 714-р «Про визначення адміністративних центрів та затвердження територій територіальних громад Івано-Франківської області» увійшло до складу Снятинської міської громади.

## Географія
Село Попельники розташоване на лівому березі річки Черемош, яка відділяє Галичину від Буковини. На південь — річка Черемош, на захід — села Рибне та Новоселиця, на півночі — Рудники і Джурів, на сході — Тучапи. До залізничної станції Заболотів — 13 км, до станції Снятин — 15 км.

## Історія
Село Попельники за даними професора Ксаверія Мрочка та Михайла Бажанського засноване у 1365 році.
Перша згадка про село датується 1784 роком.
Кріпость-Попельники стояло на кордоні з Османською імперією. Є дані, які твердять про те, що Кріпость-Попельники було невеличким містом. Є різні версії про назву села. Залишилися від кріпості згарища і попіл. З того часу місце знищеної кріпості почали називати Попельники. У XVI ст. село назвали Попельнею, а згодом Попельники. У XIV столітті місто було зруйноване і спалене турками, а жителі, які залишилися, почали осідати на півночі від річки Черемош.

З певних історичних джерел було відомо, що заселено воно між селом Рудники та сьогоднішнім селом. В основному пролягало воно в урочищах Потічок і Сталище. Жителі користувалися лісом та природним водоймищем біля горба Летівки. Летівка від слова літо. Там навесні, влітку і до пізньої осені випасали худобу: коні, вівці, кози. Горб Летівка зберігся до нашого часу, але нижчим. У давнину село було багате лісом, водою, рибою, землею. Протягом двох століть перші поселення зберегли свою цілість. На початок XVII століття село розширюється. Заселяються нові сім'ї вздовж Черемоша. Село не має дуже урожайної землі, взагалі не має чорнозему, тому і господарське життя не дуже інтенсивне, зате випасання худоби відбувалося краще, ніж в інших селах, бо є обширні луги для випасання худоби. У лузі були такі урочища: Урочища Став. Перший Брід, Другий Брід, Вишнівка, Джубер.

## Пам'ятники історії та культури
- Церква Архистратига Михаїла (1837—1842 р.) Пам'ятка архітектури № 957
- Дзвіниця церкви Архистратига Михаїла
- Хрест на честь скасування панщини (1848 р.) Відновлений 1991 р.
- Млин (поч. 20 ст.)
- Сільський клуб (1938 р.)
- Пам'ятник полеглим у Другій світовій війні (1969 р.).
- Пам'ятник Т. Г. Шевченку (1992 р.).

## Церква
Побудована на кошти громади в 1837 р. Освячена 1842 р.
Дерев'яна, п'ятикупольна. Іконостас чотириярусний, різьблений. У вівтарі церкви на Горньому місці є напис: «1837 рік Василь Андрійчук».
Пам'ятник архітектури № 957. В часи радянської влади, коли скрізь закривалися церкви, у Попельниках церква діяла. 21 липня 2002 р. Єпископом Івано-Франківським і Галицьким Іоасафом освячено новий престол. Належить до ПЦУ .В XVIII столітті було дві придорожні каплички. Згідно з Шематизмом Львівської архиєпархії 1841 р. парафія в с. Попельники заснована в 1784 р.

## Населення та землі
У 1832 році за Шематизмом Львівської єпархії греко-католиків було 709 осіб.
У 1841 році за Шематизмом Львівської єпархії: 5 мешканців римо-католиків належать до парафії в Заболотові, греко-католиків 1218 осіб, парафія їхня в селі.
В 1857 р. було 1317 мешканців, В 1880 р. в селі було 1174 особи.
У половині XIX століття простір двора 407 моргів, селяни мали 1400 моргів. У дворі працювало і жило 35 мешканців. Повітовий суд у Заболотові, пошта в селі та неповна середня школа. Власник Емілія Криштофович.

Вісник пошт і телеграфів (Львів, 1910 р.) подає, що в Попельниках у той час мешкала 1951 особа. Власником посілості були графиня Олена Потоцька і М. Гр. Лосьова. «Урядовий вісник», опублікований у Варшаві 1933 року, подає, що село Попельники займало простір 11,51 кілометра квадратного.
На 30.09.1921 р. було 334 будинки, На 09.12.1931 р. — 350 дворів.
На 30.09.1921 р. було 1479 жителів, На 09.12.1931 р. мешкало 1564 особи.
На 01.01.2000 р. в селі нараховується 465 дворів, 1552 жителів.

Село Попельники не має дуже урожайної землі, взагалі не має чорнозему, тому і господарське життя не дуже інтенсивне, але зате випасання худоби відбувалося краще, як в інших селах, бо є обширні луги для випасання худоби. У лузі були такі урочища: Урочища Став, Перший Брід, Другий Брід, Вишнівка, Джубер.

### Мова
Розподіл населення за рідною мовою за даними перепису 2001 року:
| Мова       | Кількість | Відсоток |
| ---------- | --------- | -------- |
| українська | 1510      | 99.87%   |
| російська  | 2         | 0.13%    |
| Усього     | 1512      | 100%     |

## Скасування панщини
У селі радо зустріли скасування панщини та революцію в Австрійській імперії 1848 року. Пам'ятка 16 травня 1848 року дала людям право на викуп з кріпацтва та особисте звільнення. Громада вирішила мати свою українську світську народну школу, бо до того часу працювала однокласна та двокласна дяківська школа.

## Період Другої світової війни
Перед війною в селі було 450 дворів, 2200 жителів.
Село мало тваринницьке спрямування. В селі проживали українці, євреї, поляки.
Трудова діяльність євреїв пов'язана була в основному з лісовою промисловістю. Адже перші поселенці села були керманичі, які сплавляли ліс по річці Черемош з її верхів'я аж до Новоселиці на Буковині — це зокрема Вайнер Ісраїль, брати Мордко та Дудя Махаловичі, Шустер Натан. Згодом виникла на берегах Черемошу і місцева деревообробна промисловість. Ангул Рібер спорудив лісопильний завод, Шустер Натан виготовляв розбірні житлові будинки. Продукція їх реалізувалась в основному в Городенківському та Заліщицькому повітах.

Були кравці, шевці, м'ясники та візники. Останні перевозили борошно з Микуличинського великого млина в гірські повіти воєводства Станіславівського.

Були торгівці та хлібороби, а один з них Янкель Шаффер займався адвокатською практикою. Він за часів Австрійської імперії працював писарем повітового суду в Снятині і після виходу на пенсію надавав населенню юридичні послуги. Були вчителі, які приватно навчали німецької мови, яка в той час була (за Австрії) урядовою. Молодь у переважній більшості була зайнята в художньому ткацтві — виготовленням килимів як надомники Косівської килимарні.
Під час німецької окупації від червня 1941 р. до березня 1944 р. із села забрано на роботи в Німеччину 42 особи.
Певна частина осіб йшла на заробітки в Австрію, Німеччині самовільно, без примусу.
Червона Армія в березні 1944 року вийшла на польсько-український кордон. У селі почали встановлювати радянську владу.
16 травня 1944 року з села Попельники забрали в армію на фронт 165 осіб.
Із війни не повернулося 54 осіб (загинули, пропали безвісти, доля невідома),

## Освіта
У селі Попельники школа почала працювати з 1826 року. Громада викупила сільську корчму у єврея Гершина і заснувала світську школу. Школа трикласна, але викладання велося українською мовою.
З 1884 року учні почали здобувати в селі Попельники семирічну освіту. Велику допомогу в розвитку освіти села надавали нащадки Григорія Ромашкана. Отець Микола Колянківський, а пізніше отець Василь Березовський організували сільську бібліотеку. Отець Василь Березовський народився у 1808 році, висвячений 1840 року, викладав у школі історію та релігію.
Історія складалася з двох частин: історії рідного краю (особливо рух опришків) та історії України за Кониським. У школі навчалися діти різних націй та вірувань. У 1929 році в селі проживало греко-католиків 1584 особи, римо-католиків 25 осіб, євреїв 61 особа. їх діти разом навчалися в школі.
З 1925 по 1939 рік директором школи працював націоналіст Михайло Найдан.
Він був організатором та диригентом церковного і сільського хорів.
У 1939 році з приходом радянської армії Михайла Найдана було арештовано за національні переконання і розстріляно в Харківській тюрмі. Культурному відродженню села сприяла сільська читальня «Просвіта». У 1908 році головою «Просвіти» був Прокіп Захарія. У бібліотеці нараховувалося 114 книжок, а у «Просвіті» села було 50 членів. Сільська «Просвіта» була ініціативна, мала вплив на формування в людей національного світогляду.
У 1939—1941 роках у школі працювала учительська сім'я Сідоренків. У період німецької окупації працювали вчителі Роман Ватаманюк, житель села Попельники, та Степан Дудик, житель с. Джурова. Обидва були репресовані радянською владою.
Уроки релігії проводив о. Юліан Гранківський, який доїжджав із села Тучапи та обслуговував парафіян с. Попельники.
З 1939 р. до 1947 р. в селі працювала початкова школа.
Від 1944 р. до 1947 р. її директором була Захарія Розалія Іванівна, уродженка села Джурів, вийшла заміж до с. Попельники. Виховала двох дітей. Разом з педколективом початкової школи проводила всеобуч.
З 1947 р. рішенням Заболотівського райвиконкому Станіславської області почала працювати в с. Попельники семирічна школа. Директором призначили Гайдабуру Олексія Федоровича, уродженця с. Сари Гадяцького району Полтавської області.
Він з дружиною, вчителькою російської мови та літератури Гайдабурою Галиною Григорівною працювали до 1985 року. У 1985 р. Олексій Федорович помер, дружина — в 2008 р.
Директором семирічної школи Гайдабура Олексій Федорович пропрацював із 1947 по 1967 рік.
Прізвища вчителів, які працювали в цей період: Довганюк Дмитро Васильович, Довбенчук Василь Миколайович, Косенко (заступник директора школи), Кейван Микола Васильович, Приступа Олексій, Гайдабура О. Ф., Гайдабура Г. Г., Огрисько Тетяна, Хрептій-Шулепа Євдокія Яківна, Флійчук-Гуцуляк Ірина Іллівна, Приступа Софія Назарівна. Гайдабура Олексій Федорович був гарним учителем історії, досвідченим управлінцем з питань навчально-виховного процесу, активним учасником драматичного гуртка. У післявоєнні роки підтримував тісний зв'язок та допомагав сільським учасникам УПА. Найважливіше для села було те, що педагогічний колектив під керівництвом Гайдабури О. Ф. в 1948 році виконав всеобуч, тобто всі діти у повоєнний період навчалися в школі. Художня самодіяльність виховувала естетичний смак в учнів та батьків. Школа займала призові місця на районних оглядах художньої самодіяльності. В ній працювали гуртки: танцювальний, співочий, фізкультурний, народних інструментів, художнього читання.
У 1962 році при наполегливості та ініціативності О. Ф. Гайдабури в селі закладено фундамент під існуючу сьогодні школу.
Школа була добудована в 1969 році.
Послідовником Гайдабури О. Ф. став його учень Андрійчук Федір Іванович, призначений директором в 1967 році.
Андрійчук Федір Іванович — уродженець села. До 1967 р. діти навчалися у старій школі в дві зміни, бо налічувалося лише 5 класних кімнат.
З 1967 року директор школи організовує навчання в одну зміну, орендувавши сільську читальню та будинки репресованого Александрука Григорія Дмитровича. Було завершено будівництво школи, проведено водяне опалення, обладнано меблями класні приміщення і з вересня 1969 року діти почали навчатися у новій світлій і просторій школі. При школі працювала шкільна їдальня. Харчування було безплатним для всіх школярів.
З 2011 р. директор школи — Чурак Ярослава Романівна.
У селі побудовано дитячий садок на 90 місць, який діє з 1983 року. Завідувачка Михальчук Ольга Григорівна .

## Господарювання
Деревопереробний цех заснований у 2001 році. Напрям роботи — виробництво щепи для копчення ковбасних виробів, риби, птиці в коптильних термокамерах.
Село має добре розвинуту сферу торговельного обслуговування; на сьогодні діє 5 крамниць промислово-господарського спрямування у пристосованих приміщеннях. Ще 5 крамниць функціонує в обладнаних приміщеннях власних господарств.

## Спорт
У 2012 році було створено футбольний клуб «Черемош».

## Відомі люди

### Народилися
- Богосєвич Теодор-Станіслав — український стоматолог, доктор медицини, професор, член Віденського стоматологічного товариства.
- Ватаманюк Василь Іванович (1942—2016) — цимбаліст. Заслужений артист УРСР.
- Лазановський Сергій Сергійович (нар. 1995) — переможець 11 сезону талант-шоу «Голос країни».
- Тимофійчук Володимир Ярославович (нар. 1986) — український фермер, приватний підприємець. Народний депутат України 9-го скликання.
- Якимчук (Гаврилюк) Ольга Петрівна (нар.1957) - журналіст,  головний редактор газети "Вільний голос" (2007-2011 рр.), членкиня Національної спілки журналістів України
- Науменко Іван Андрійович (2000-2022)